# Долмени в България
Долмените в България са разпространени основно в Югоизточна Тракия, като според изследователите им, тяхната концентрация е най-висока в Сакар, Странджа и Източните Родопи.
В своята типология на основание на плана и конструкцията им Петър Делев обособява три групи на градените мегалитни гробни съоръжения – единични долмени, двойни долмени и долменоподобни цисти. Най-често срещаните сред тях – единичните долмени, в зависимост от броя и вида на помещенията, от които се състоят, той разделя на още четири типологични групи. Двойните долмени се срещат твърде рядко, отделните съставящи ги типологически могат да се определят като единични.
На територията на Сакар планина са описани повече от 600 долмена. Най-голяма е концентрацията им в землищата на селата Хлябово, Сакарци, Българска поляна и Главан. Голяма част от тези мегалитни съоръжения са описани от проведените научните експедиции през 1973, 1974, 1975 и 1976 г., когато са заложени множество сондажи и са осъществени разкопки, при които е открито голямо количество находки. Експедициите са организирани от Института по тракология при БАН и тогавашните Окръжни музеи в Хасково и Ямбол. Експедициите са с научни ръководители проф. Александър Фол и проф. Иван Венедиков.
Включването на Източните Родопи към зоната на разпространение на долмените се дължи главно на отдавна известните паметници, разположени на десния бряг на р. Марица в най-североизточния родопски рид – Хухла. Това са малко на брой слабо съхранени долмени около селата Бисер, Брягово, Динево, Любеново, Остър камък и Иваново, които не се различават в конструктивно отношение от тези в Сакар.
Цялостна каталогизация на долмените, намиращи се на територията на България, е извършена в рамките на проект „Балкански мегалити“ от инж. Любомир Цонев.
Долмените на територията на Странджа и Сакар в миналото са наричани от местното население „змейови дупки“, „змейови къшли/къщи“ или „змейови капаци“. Петко Р. Славейков в края на XIX в. описва долмените като: „... един вид камъни, наричани „капаци“, те се състоят от преголеми плочи, две отстрани и един с дупка отпред; отгоре им е положена друга плоча, която за чудо как е дигана и настанявана.“.
Според минералога и геолога проф. дгн Руслан И. Костов, скално-издълбаните паметници (вкл. нишите) и мегалитните паметници (главно долмени), в България и на други места по света, са свързани с конкретни по състав и генезис скали – в първия случай това са предимно вулкански и седиментни скали, а във втория случай – предимно кварц-съдържащи интрузивни или метаморфни скали (гранити, гнайси; с прилежащи бели кварцови жили; по-рядко пясъчници с по-високо съдържание на кварц) (вж. Костов, 1994; Kostov, 2008). Т.е. по някакви причини за праисторическото и древно население значение има не геоморфологията, а геологията на района на обитаване с нейните геолого-минералогични и геохимични фактори.

## Датиране
Приема се, че долмените, като типичен представител на мегалитните градежи са характерни при интензивната култово-надгробна употреба в Древна Тракия между средата на II и I хилядолетие пр.н.е.

## Зона на разпространение
Според научни публикации до 2000 г. броят на долмените на територията на България са били 750 на брой на територията на Сакар и Странджа, Дервенстките възвишения, Източните Родопи и Източна Стара планина. (В тези данни не са включени долмените на територията на Североизточна Гърция и Европейска Турция.)

## Типологизация
Долмените са най-старата гробна архитектура, известна на Балканите. Те са разположени единично или в групи по планинските хребети и ридове. Незвисимо от конфигурацията си – единични или групирани в некропол, долмените са покрити с могилен насип, състоящ се от пръст и камъни, а входовете им са ориентирани винаги към една от слънчевите посоки и никога не сочат на север.
В зависимост от конструкцията им, долмените са обединени в следната типологическа схема, в която са включени и цистовите гробници, които се срещат в некрополи с долмени:
- Еднокамерни долмени или еднокамерни долмени с дромос и двукамерни долмени с дромос;
- Двойни долмени – отделно стоящи, долепени, но различни по конструкция и размери;
- Долменоподобни цисти – обикновено са единични свързани в общ насип и могила до долмен.[8]

## Долмени в Сакар
- Долмен южно от с. Сакарци, област Хасково (Местоположение: N 42˚ 01’ 39.0” E 26˚ 17’ 53.3”) – разположен в местността Жельов гьол.
- Долмен южно от с. Сакарци, област Хасково (Местоположение: N 42˚ 01' 41.14" E 26˚ 179' 17.34") – разположен в местността Клифтинова нива.
- Долмен южно от с. Хлябово, област Хасково (Местоположение: N 42˚ 02' 37.3" E 26˚ 15' 32.8") – разположен в местността Евджика/Авджика.
- Долмен южно от с. Хлябово, област Хасково (Местоположение: N 42˚ 00' 14.0" E 26˚ 16' 30.9") – разположен в местността Мангъра по западното сакарско било.
- Долмен южно от с. Хлябово, област Хасково (Местоположение: N 42˚ 00' 10.3" E 26˚ 16' 23.8") – разположен в местността Мангъра по западното сакарско било.
- Долмен южно от с. Хлябово, област Хасково (Местоположение: N 42˚ 02' 20.79" E 26˚ 15' 04.85") – разположен в местността Стоева круша, югозападно от м. Евджика/Авджика.
- Долмен южно от с. Хлябово, област Хасково (Местоположение: N 42˚ 01' 29.4" E 26˚ 15' 05.5") – разположен в местността Бялата трева (Фърфаловата сая), т.нар. – „Царски долмен“ – най-големият и запазен долмен на територията на България.
- Долмен южно от с. Хлябово, област Хасково (Местоположение: N 42˚ 01' 20.4" E 26˚ 15' 05.5") – разположен в местността Бялата трева (Фърфаловата сая), в непосредствена близост до „Царския долмен“, но силно разрушен.
- Долмен южно от с. Хлябово, област Хасково (Местоположение: N 42˚ 01' 15.35" E 26˚ 15' 17.86") – разположен в местността Бялата трева (Фърфаловата сая), източно от „Царския долмен“, силно разрушен.
- Долмен южно от с. Хлябово, област Хасково (Местоположение: N 42˚ 01' 07.19" E 26˚ 14' 26.77") – разположен в местността Славова кория (Цигански гробища).
- Долмен южно от с. Хлябово, област Хасково (Местоположение: N 42˚ 01' 24.05" E 26˚ 14' 27.76) – разположен в местността Славова кория (Цигански гробища).
- Долмен южно от с. Хлябово, област Хасково (Местоположение: N 42˚ 01' 51.16" E 26˚ 14' 24.11") – еднокамерен наводнен долмен разположен в местността Гереня.
- Долмен югозападно от с. Хлябово, област Хасково (Местоположение: N 42˚ 02' 47.90" E 26˚ 14' 22.31") – двукамерен долмен с дромос, разположен в местността Гайдарова пещера.
- Долмен западно от с. Хлябово, област Хасково (Местоположение:N 42˚ 01' 29.4" E 26˚ 15' 05.5") двойка долепени двукамерни долмени – голям и малък, в местността е Нъчеви чаири, на 150 m южно от шосето между селата Българска поляна и Хлябово.
- Долмени източно от с. Радовец, област Хасково (Местоположение: N 41˚ 56' 27 – 32" E 26˚ 31' 50 – 51") – разположен в местността Капаклия, група от шест малки еднокамерни долмена и шест цистови гроба.
- Долмен в района на с. Планиново, област Хасково (Местоположение: липсва) – разположен в района на селото.
- Долмен до с. Студена, област Хасково (Местоположение: липсва) – разположен в района на селото.
- Долмен до с. Левка, общ. Свиленград, обл. Хасково (местоположение: N 41°52'28.0" E 26°17'22.8") – разположен в гората между селото и с. Мустрак.
- Двойка долмени източно от с. Оряхово, област Хасково (Местоположение: N 42˚ 56' 22.0" E 26˚ 11' 24.2") – разположени в местността Ешмеджик, голяма степен на разрушение.
- Долмен в землището на с. Оряхово, област Хасково (Местоположение: липсва) – разположен в местността Ешмеджик.
- Долменен некропол в землището на с. Васково, област Хасково (Местоположение: липсва) – разположени в землището на селото.
- Долмен в землището на с. Васково, област Хасково (Местоположение: липсва) – разположен в местността Баямлъка.
- Долмен в землището на с. Дрипчево, област Хасково (Местоположение: липсва) – разположен югоизточното подножие на м. Гюрова чука.
- Долмен при с. Изворово, Хасковска област (Местоположение: N 41˚ 57' 43.8" E 26˚ 08' 13.7") – разположен в землището на самото село.
- Долменен некропол в землището на с. Черепово, област Хасково (Местоположение: N 41˚ 58' 10.3" E 26˚ 06' 17.1") – в м. Бялата пръст, различават се три силно порутени долмена; в м. Алиева Кория е регистриран долмен със запазен частично кромлех.
- Долмен в землището на с. Българин, област Хасково (Местоположение: липсва) – в землището на самото село.
- Долмен с околен кромлех до музея в гр. Хасково (Местоположение: липсва) – пренесен от Южен Сакар и сглобен на тревните площи до РИМ Хасково заедно прилежащия му кромлех.
- Долмен в землището на с. Васково, област Хасково (Местоположение: липсва) – силно разрушен.[9]

## Долмени в Странджа
- Долмен при светилището Бегликташ, гр. Приморско, област Бургас (Местоположение: N 42˚ 18’ 40.0” E 27˚ 45’ 44.7”) – разположен в обсега на светилището Бегликташ на Маслен нос (крайморска Странджа), северно от гр. Приморско, най-големият долмен на територията на България.
- Долмен западно от Бегликташ, гр. Приморско (Местоположение: N 42˚ 18’ 32.8” E 27˚ 45’ 01.7”) – разположен западно от светилището Бегликташ, Маслен нос (крайморска Странджа), северно от гр. Приморско.
- Долмен северно от Бегликташ, гр. Приморско (Местоположение: N 42˚ 18’ 59.7”E 27˚ 45’ 43.7”) – разположен западно от светилището Бегликташ, Маслен нос (крайморска Странджа), северно от Приморско. По данни на българската археоложка Цоня Дражева в района на мегалитното светилище Бегликташ са локализирани повече от петнадесет на брой долмена от ранната Желязна епоха (X – VI век пр.н.е.).[10]
- Долмен пред Археологическия музей в Бургас (Местоположение: липсва) – мегалитният паметник е транспортиран от землището на с. Белеврен в края на 50-те години на ХХ в. и монтиран пред входа на Археологичния музей Бургас.
- Долмен до шосето край с. Визица, област Бургас (Местоположение: липсва) – разположен на 50 – 100 m южно от шосето край село Визица на малка гола поляна.
- Долмен в землището на с. Калово, област Бургас, местност Чардак (Местоположение: N 42˚ 08’ 14.7” E 27˚ 31’ 38.1”) – централната част на българска Странджа.
- Долмен в землището на с. Калово, област Бургас, местност Св. Неделя (Местоположение: N 42˚ 07’ 57.7” E 27˚ 31’ 39.5”) – разположен в местността Св. Неделя.
- Долмен в землището на с. Калово, м. Змеюви къщи, област Бургас (Местоположение: N 42˚ 07’ 02.9” E 27˚ 29’ 45.6”) – разположен в местността Змеюви къщи, западно от селото, близо до меандрите на р. Младежка.
- Долмен в землището на с. Калово, м. Змеюви къщи, област Бургас (Местоположение: N 42˚ 07’ 02.5” E 27˚ 29’ 48.4”) – разположен в местността Змеюви къщи, западно от селото, близо до меандрите на р. Младежка.
- Долмен в землището на с. Заберново, м. Лъгът, област Бургас (Местоположение: N 42˚ 06’ 25.1” E 27˚ 32’ 27.1”) – разположен в местността Лъгът, в границите на резервата Парория, върху билото западно от селото.
- Долмен в землището на с. Заберново, област Бургас, м. Лъгът (Местоположение: N 42˚ 06’ 25.1” E 27˚ 32’ 27.1”) – по-малък от долмена, разположен в съседство, също разположен в местността Лъгът, в границите на резервата Парория, върху билото западно от селото.
- Долмен в м. Станково западно от гр. Малко Търново, област Бургас (Местоположение: N 41˚ 59’ 18.7” E 27˚ 28’ 00.4”) – разположен в охраняемата гранична зона, западно от некропола в местността Пропада.
- Долмен в м. Станково западно от гр. Малко Търново, област Бургас (Местоположение: N 41˚ 59’ 22.1” E 27˚ 27’ 58.1”) – разположен в м. Станково западно от гр. Малко Търново, в охраняемата гранична зона, западно от некропола в местността Пропада.
- Долмен в м. Станково западно от гр. Малко Търново, област Бургас (Местоположение: N 42˚ 59’ 22.1” E 27˚ 27’ 58.1”) – разположен в м. Станково западно от гр. Малко Търново, силно разрушен.
- Долмен в м. Какачина, гр. Малко Търново, област Бургас (Местоположение: N 42˚ 00’ 22.5” E 27˚ 27’ 25.4”) – разположен в м. Какачина по средата между с. Бръшлян и гр. Малко Търново, в охраняемата гранична зона.
- Долмен в м. Живак, гр. Малко Търново, област Бургас (Местоположение: N 42˚ 00’ 54.6” E 27˚ 26’ 03.4”) – разположен в м. Живак югоизточно от с. Бръшлян в посока към гр. Малко Търново, в охраняемата гранична зона.
- Долмен в м. Хамбарчето, гр. Малко Търново, област Бургас (Местоположение: N 42˚ 01’ 08.6” E 27˚ 26’ 06.2”) – разположен в м. Хамбарчето югоизточно от с. Бръшлян в посока към гр. Малко Търново.
- Долмен в м. Гогово, гр. Малко Търново, област Бургас (Местоположение: N 42˚ 01’ 14.5” E 27˚ 26’ 56.4”) – разположен югоизточно от село Бръшлян в посока към Малко Търново, в охраняемата гранична зона.
- Долмен в м. Цера, гр. Малко Търново, област Бургас (Местоположение: N 42˚ 02’ 27.5” E 27˚ 27’ 02.5”) – разположен до шосето за Малко Търново.
- Долмен в м. Ашламата, с. Варовник, област Бургас (Местоположение: N 42˚ 12’ 01.1” E 27˚ 16’ 16.5”) – разположен до връх Близнаците (северозападно от с. Близнак).
- Долмен край р. Велека, с. Звездец, област Бургас (Местоположение: N 42˚ 05’ 35.8” E 27˚ 23’ 34.4”) – разположен в местността на бившите градини на ДЗС (Държавното земеделско стопанство) край р. Велека, южно от селото.
- Долмен в м. Бакъра, с. Евренозово, област Бургас (Местоположение: N 42˚ 07’ 45.9” E 27˚ 21’ 57.2”) – разположен в м. Бакъра, източно от селото, до шосето към с. Звездец.
- Долмен в м. Лъката, с. Евренозово, област Бургас (Местоположение: N 42˚ 08’ 12.0” E 27˚ 19’ 48.0”) – разположен в м. Лъката, западно от селото, до шосето към с. Граничар.
- Долмен в м. Райков чукар, с. Евренозово, област Бургас (Местоположение: N 42˚ 06’ 19.9” E 27˚ 18’ 31.2”) – разположен в м. Райков чукар в югозападна посока от с. Евренозово към границата.
- Долмен в м. Райков чукар, с. Евренозово, област Бургас (Местоположение: липсва) – разположен на югозапад от с. Евренозово към границата.
- Долмен югоизточно от с. Граничар, област Бургас (Местоположение: N 42˚ 07' 25.80" E 27˚ 16' 33.84") – разположен зад граничния кльон.
- Долмен южно от с. Граничар, област Бургас (Местоположение: N 42˚ 06' 57.87" E 27˚ 14' 21.00") – разположен зад граничния кльон.
- Двойка долмени до с. Граничар, област Бургас (Местоположение: N 42˚ 07' 59.1" E 27˚ 13' 49.2") – разположени западно от селото, на около 1 km южно от шосето от с. Граничар към с. Кирово, в м. Капаците, извън кльона, в района на селските лозя.
- Двойка долмени до с. Граничар, област Бургас (Местоположение: N 42˚ 07' 56.0" E 27˚ 13' 45.0") – разположени югозападно от селото, на около 1 km южно от шосето от с. Граничар към с. Кирово, в м. Капаците, извън кльона, в района на селските лозя.
- Долмен между с. Граничар и с. Кирово, област Бургас (Местоположение: N 42˚ 08' 35.3" E 27˚ 12' 44.9") – разположен югоизточно от с. Кирово по шосето към с. Граничар, съвсем близо до асфалтовия път, в м. Бички бунар.
- Долмен източно от с. Кирово, област Бургас (Местоположение: N 42˚ 09' 08.4" E 27˚ 11' 43.5") – разположен в м. Сарачева тумба.
- Долмен югозападно от с. Голямо Буково, област Бургас (Местоположение: N 42˚ 10' 24.2" E 27˚ 09' 27.2") – разположен на югозапад от селото в м. Змеюви къщи.
- Долмен югозападно от с. Кирово, област Бургас (Местоположение: N 42˚ 08' 21.1" E 27˚ 09' 34.3") – разположен югозападно от селото в бившия кравекомплекс, западно от шосето между селата Кирово и Белеврен (местността е известна също и под името Корубата).
- Долмен източно от с. Долно Ябълково, област Бургас (Местоположение: N 42˚ 07' 29.7" E 27˚ 09' 38.0") – разположен в м. Лозенски дол, източно от селото
- Долмен северно от с. Белеврен, област Бургас (Местоположение: N 42˚ 06' 58.9" E 27˚ 10' 55.0") – разположен близо до местността и параклиса Аязмото, източно от шосето Белеврен – Кирово, по левия склон на долината на Селската река.
- Долмен северно от с. Белеврен, област Бургас (Местоположение: N 42˚ 05' 56.1" E 27˚ 10' 52.7") – разположен близо до селото, в открита местност близо до черния път, който излиза от селото в северна посока по долината на Селската река.
- Долмен североизточно от с. Белеврен, област Бургас (Местоположение: N 42˚ 06' 05.9" E 27˚ 11' 53.4") – разположен върху билото на изкуствено залесен с иглолистна гора хълм, който е разположен източно от големия завой на Селската река, в местността Киряк Стоянова (Стефчова) къшла.
- Долмен северозападно от с. Белеврен, област Бургас (Местоположение: N 42˚ 06' 18.5" E 27˚ 09' 27.7") – разположен в местността Лозята, край черен път, който отбива от асфалтовото шосе Белеврен – Кирово на запад в посока към с. Долно Ябълково.
- Долмен южно от с. Горно Ябълково, област Бургас (Местоположение: N 42˚ 06' 20.8" E 27˚ 07' 14.0") – разположен до кльона, в м. Пашадере.
- Долмен южно от с. Горно Ябълково, област Бургас (Местоположение:N 42˚ 06' 44.1" E 27˚ 07' 42.7") – разположен източно от т.нар. Алмалийско кале.
- Долмени южно от с. Крайново, област Бургас (Местоположение: N 41˚ 59' 05.8" E 26˚ 50' 02.1") – разположени в м. Триалчака в непосредствена близост до границата.
- Долмен източно от с. Голям Дервент, област Бургас (Местоположение: N 41˚ 58' 58.0" E 26˚ 45' 07.3") – разположен в гробищния парк на селото зад кльона.
- Долмен южно от с. Голям Дервент, област Бургас (Местоположение: N 42˚ 07' 29.7" E 27˚ 09' 38.0") – разположен в местността Лозенски дол, която е разположена източно от с. Долно Ябълково, западно от шосето между селата Кирово и Белеврен,
- Долмен южно от с. Голям Дервент, област Бургас (Местоположение:N 41˚ 58' 15.3" E 26˚ 44' 25.6") – разположен южно от селото, в м. Пещерите, съвсем близо до границата. (Мегалитният паметник е от изключителен интерес за изследователите, защото е единственият долмен, при който се наблюдава барелеф с царска символика от одриската изобразителна традиция (двуостра брадвичка – лабрис), както и други орнаменти (змии, меандри). Обектът е проучен от българската археоложка Даниела Агре.[11]

## Долмени в Източни Родопи
Изследването на долмените във водосборната област на р. Бяла река е поставено в началото на 70-те години на XX в. В резултат на проведените експедиции от Археологическия музей в гр. Комотини (Гърция) южно от българо-гръцката граница са регистрирани над 100 мегалитни паметници – долмени и производни на долмени, както и цистови гробове. Всичките са изградени от плочи, отцепени от гнайсовите скали, характерни за района. Паметниците са групирани в некрополи, разположени върху билата на удължени ниски родопски ридове. Регистрирани са няколко групи долмени около селата Руса, Котрония и Кила. От тях археологически са проучени долмените в м. Дикела при с. Руса.
От този района на Бяла река, но в българска територия до 90-те години на XX в. е известен само некрополът от долмени при с. Черничево. През 1990 г. запазените долмени от некропола са проучени и документирани от Георги Кулов.
Между 1997 до 2001 г. доц. Георги Нехризов провежда целенасочени археологически издирвания за съставяне на археологическа карта на Ивайловградско, което довежда до регистрирането на повече от 70 археологически обекта – селища, култови места и некрополи. Картирането на всички долмени в района позволява да бъдат прецизирани границите на територията на разпространението им в Източните Родопи. Археологическото проучване на няколко от тях даде данни за определяне на хронологическите рамки на използването им.
Долмените в югоизточните ридове на Родопите се отличават със сравнително по-малките си размери и по-тънките плочи, от които са изградени стените
им. Освен това за разлика от Сакар в поречието на Бяла река дотогава не са открити долмени със съставни надлъжни стени, както и такива с оформени фасади от побити плочи. Липсата на монументалните фасади, каквито са издигнати пред някои от долмените в Сакар и Странджа, вероятно подсказва за различия в погребалните и поменалните практики. Като особеностна мегалитните съоръжения от този район може да се посочи и отсъствието на останки от погребения в тях.
При археологическите проучвания на надгробни могили и изградени от плочи гробни съоръжения са открити материали от повече от една епоха – от Късна Бронзова епоха, Ранна Желязна епоха, Късна Желязна епоха и Късна Бронзова епоха. Според доц. Нехризов този факт е показателен за съхраняването на спомена и почитането на тези паметници векове наред, като остават открити въпросите за първоначалното им предназначение, за осъществените погребални практики, за причините за по-късното им използване и за новите им функции.
- Долмен западно от с. Буйново, област Смолян (Местоположение: 41°33'12.79"N 24°17'24.93"E) – в района на пункт Тешел, Девинско, западно от селото.
- Долмен западно от с. Минерални бани, област Хасково (Местоположение: липсва) – разположен на хълма Градището западно от селото.
- Долмен западно от с. Минерални бани, област Хасково (Местоположение: липсва) – на хълма близо до хижа Аида, западно от селото.
- Долмен източно от с. Остър камък, област Хасково (Местоположение: 41°53'16.3"N 25°51'46.6"E) – разположен непосредствено до малък изкуствен водоем северно от шосето, което води от гр. Харманли към самото село.
- Група долмени край с. Черничево, Oбласт Кърджали (Местоположение: 41°22'50.1"N, 25°50'30.9"E) – разположени в м. Мезарлък янъ.
- Долмен край с. Железино, област Хасково (Местоположение: N 41˚ 28' 09.8" E 25˚ 57' 27.9") – разположен в м. Турските гробища – това е единственият известен долмен на територията на Източните Родопи заобиколен с побити плочи.
- Група долмени североизточно от с. Железино, област Хасково (Местоположение: N 41˚ 29' 06.1" E 25˚ 58' 02.4") – силно разрушени цистовидни долмени разположени в м. Гьолищата (каменна кариера) южно от главния път Крумовград – Ивайловград.
- Група долмени западно от с. Кобилино, област Хасково (Местоположение: N 41˚ 57' 43.8" E 26˚ 08' 13.7") – разположени покрай шосето от с. Плевун на север към главния път за Крумовград – Ивайловград.
- Долмен северно от с. Плевун, област Хасково (Местоположение: N 41˚ 28' 51.7" E 26˚ 00' 15.5") – разположен вляво от шосето към главния път Крумовград – Ивайловград, преди разклона за с. Кобилино.[18]

## Долмени в Средна гора
През лятото на 2015 г. по време на експедиция, организирана от научнопопулярното „Списание 8“, ръководена проф. Валерия Фол е регистриран най-големият долмен на територията на България.
Т.нар. долмен „Плочата“ се състои от камера, сглобена от каменни плочи – като покривната му плоча има площ от над 25 m². Местоположението на съоръжението е на южните склонове на Средна гора над с. Златосел, община Брезово. Долменът е с ориентация на изток и според доц. Алексей Стоев това е свидетелство за напреднало астрономическо знание.
Мегалитният паметник разширява ареала, в който тази архитектурна и строителна традиция е регистрирана на българска територия – в българската археологическа наука преобладава мнението, че долмените са разпространени на територията на Сакар, Странджа и Източните Родопи.

## Опазване и консервация
В края на ХIХ век българският геолог минералог Георги Бончев и чешкият му колега археолог Карел Шкорпил изброяват в новоосвободена България почти 600 долмена. От тях около 100 на брой са регистрирани само в областта на Сакар планина, а през 1970 г., регистрираните и каталогизирани официално от Ямболския археологически музей долмени в Сакар са само 20 на брой.
Още през 1901 г. Георги Бончев съобщава, че почти всички долмени са много разрушени или почти напълно унищожени. Подтик за разрушение са дали удобният им за всяка работа каменен материал, положението им сред обработваемите земеделски земи и иманярството. Каменният материал за много кладенци, мостове, дворни огради в селата на Странджа планина, в чиито землища се намират долмени, е добит от мегалитните паметници.
Двадесет и четири години по-късно, през 1925 г. Карел Шкорпил описва подробно долмените, които посещава, защото според него много от тях са изложени на разрушение и скоро ще изчезнат, ако не им се издейства законна охрана. Той пише, че в планинския ъгъл между р. Ропотамо и Черноморския бряг около с. Ченгер се намират долмени, повечето в групи; много от които са почти напълно унищожени след Руско-Турската Освободителната война.
Карел Шкорпил съобщава в своите трудове за т.нар. „Изгубена долменна гробница“, която е почти разрушена, а по-късно вероятно напълно е превърната в строителен материал. Шкорпил не е описал ясно местоположението ѝ, но е сигурно, че се е намирала някъде в района между селата Белеврен, Кирово и Граничар.
Карел Шкорпил, който е автор на първото и единствено дотогава обстойно проучване на странджанските долмени, публикува описания и планове на 80 долмена в българската част на Странджа. Не малка част от описаните от него обекти впоследствие са унищожени, а почти всички са претърпели разрушения:
- Долмен на връх Голямата Калка (до с. Долно Ябълково) е напълно разрушен. По сведения на местни овчари, през 1940 г. обектът е бил взривен от военните.

- Долмен в местността Змеюви къщи югозападно от с. Голямо Буково е разрушен е с взрив. (При обиколката на Шкорпил това е бил най-добре запазеният долмен в Странджа.)

- Долмен в местността Райков чукар югозападно от с. Голямо Буково (Публикуван през 1974 г. като запазен еднокамерен долмен с полуразрушен дромос). През 1977 г. е открит напълно разрушен от тежки земекопни машини.

- Долмен до параклиса „Прясвета“ на 3 km северно от с. Звездец през 1977 г. е открит напълно разрушен. (Шкорпил споменава три долмена около параклиса – един двоен, съставен от два двукамерни долмена с общи междинни плочи (единствен случай) и отделни дромоси, запазени почти изцяло; един добре запазен голям двукамерен с дромос; и един разрушен.)

Димитър Пеев съобщава през 1975 г. – 50 години след публикациите на Шкорпил, че са събрани сведения през 1969 г. от Окръжния исторически музей в Ямбол за тогавашното състояние на долмените в районите на селата Хлябово, Сакарци и Българска поляна, област Ямбол. Голяма част от долмените в този район са унищожени. По данни на Георги Бончев и братя Шкорпил, че в землището на с. Хлябово е имало 95 долмена, в Ямболския музей през 1969 г. са събрани сведения едва за 7 долмена.